# متئو پولیتانو
ماتئو پولیتانو (انگلیسی: Matteo Politano؛ زاده ۳ اوت ۱۹۹۳) یک بازیکن فوتبال اهل ایتالیا و باشگاه فوتبال ناپولی است.

## افتخارات
ناپولی
- کوپا ایتالیا(۱): ۲۰۲۰–۲۰۱۹